# Enthymius dubius
Enthymius dubius is een keversoort uit de familie boktorren (Cerambycidae). De wetenschappelijke naam van de soort werd in 1878, tegelijk met die van het geslacht, waarvan het de typesoort is, gepubliceerd door Charles Owen Waterhouse.